# Святковий сон до обіду
«Святковий сон до обіду» - п'єса російського письменника Олександра Островського: «Картини з московського життя» в трьох картинах. Написана у січні 1857 року: 6 січня Олександр Островський її задумав, 8 січня - почав, 18 січня - закінчив.

## Дійові особи
- Павла Петрівна Бальзамінова, вдова.
- Михайло Дмитрович Бальзамінов, її син, чиновник, 25 років.
- Клеопатра Іванівна Нічкіна, вдова, купчиха, 35 років.
- Капочка (Капітоліна), її дочка, 17 років.
- Устінька, подруга капочки, купецька дочка, 20 років.
- Килина Гаврилівна Красавіна, сваха.
- Ніл Борисович Неуєдєнов, купець, брат Нічкіной, 40 років.
- Юша (Юхим), син його, 13 років.
- Мотрона, куховарка у Бальзамінова.
- Маланья, покоївка у Нічкіної.